# جرف الزنح (يريم)

تعديل مصدري - تعديل

جرف الزنح هي إحدى قرى عزلة ارياب بمديرية يريم التابعة لمحافظة إب، بلغ تعداد سكانها 193 نسمة حسب تعداد اليمن لعام 2004.